# Ђуринац (Свилајнац)
Ђуринац је насеље у Србији у општини Свилајнац у Поморавском округу. Према попису из 2022. има 171 становника (према попису из 2011. било је 246 становника).
Овде се налазе Запис Ракића храст (Ђуринац), Запис храст лужњак (Ђуринац), Запис Марковића цер (Ђуринац) и Запис Љубина липа (Ђуринац).

## Демографија
У насељу Ђуринац живи 257 пунолетних становника, а просечна старост становништва износи 44,8 година (43,5 код мушкараца и 46,1 код жена). У насељу има 88 домаћинстава, а просечан број чланова по домаћинству је 3,51.
Ово насеље је великим делом насељено Србима (према попису из 2002. године), а у последња три пописа, примећен је пад у броју становника.
|  |

| Демографија | Демографија | Демографија |
| Година      | Становника  | Становника  |
| ----------- | ----------- | ----------- |
| 1948.       | 613         |             |
| 1953.       | 636         |             |
| 1961.       | 597         |             |
| 1971.       | 543         |             |
| 1981.       | 499         |             |
| 1991.       | 421         | 321         |
| 2002.       | 309         | 412         |
| 2011.       | 246         |             |
| 2022.       | 171         |             |

| Етнички састав према попису из 2002.‍ | Етнички састав према попису из 2002.‍ | Етнички састав према попису из 2002.‍ | Етнички састав према попису из 2002.‍ | Етнички састав према попису из 2002.‍ |
| ------------------------------------ | ------------------------------------ | ------------------------------------ | ------------------------------------ | ------------------------------------ |
|                                      |                                      |                                      |                                      |                                      |
| Срби                                 | Срби                                 |                                      | 306                                  | 99,02%                               |
| Румуни                               | Румуни                               |                                      | 3                                    | 0,97%                                |
| непознато                            | непознато                            |                                      | 0                                    | 0,0%                                 |

| Година пописа     | 1948. | 1953. | 1961. | 1971. | 1981. | 1991. | 2002. |
| ----------------- | ----- | ----- | ----- | ----- | ----- | ----- | ----- |
| Број домаћинстава | 141   | 135   | 133   | 122   | 110   | 98    | 88    |

| Број чланова      | 1  | 2  | 3  | 4  | 5  | 6 | 7 | 8 | 9 | 10 и више | Просек |
| ----------------- | -- | -- | -- | -- | -- | - | - | - | - | --------- | ------ |
| Број домаћинстава | 13 | 22 | 15 | 11 | 13 | 8 | 3 | 2 | 0 | 1         | 3,51   |

| Пол    | Укупно | Неожењен/Неудата | Ожењен/Удата | Удовац/Удовица | Разведен/Разведена | Непознато |
| ------ | ------ | ---------------- | ------------ | -------------- | ------------------ | --------- |
| Мушки  | 125    | 19               | 90           | 13             | 3                  | 0         |
| Женски | 135    | 10               | 93           | 27             | 5                  | 0         |
| УКУПНО | 260    | 29               | 183          | 40             | 8                  | 0         |

| Пол    | Укупно                    | Пољопривреда, лов и шумарство | Рибарство                            | Вађење руде и камена | Прерађивачка индустрија       |
| ------ | ------------------------- | ----------------------------- | ------------------------------------ | -------------------- | ----------------------------- |
| Мушки  | 83                        | 79                            | 0                                    | 0                    | 0                             |
| Женски | 67                        | 62                            | 0                                    | 0                    | 0                             |
| УКУПНО | 150                       | 141                           | 0                                    | 0                    | 0                             |
| Пол    | Производња и снабдевање   | Грађевинарство                | Трговина                             | Хотели и ресторани   | Саобраћај, складиштење и везе |
| Мушки  | 1                         | 0                             | 1                                    | 0                    | 0                             |
| Женски | 0                         | 0                             | 2                                    | 0                    | 0                             |
| УКУПНО | 1                         | 0                             | 3                                    | 0                    | 0                             |
| Пол    | Финансијско посредовање   | Некретнине                    | Државна управа и одбрана             | Образовање           | Здравствени и социјални рад   |
| Мушки  | 0                         | 0                             | 1                                    | 0                    | 0                             |
| Женски | 0                         | 0                             | 0                                    | 3                    | 0                             |
| УКУПНО | 0                         | 0                             | 1                                    | 3                    | 0                             |
| Пол    | Остале услужне активности | Приватна домаћинства          | Екстериторијалне организације и тела | Непознато            | Непознато                     |
| Мушки  | 0                         | 0                             | 0                                    | 1                    | 1                             |
| Женски | 0                         | 0                             | 0                                    | 0                    | 0                             |
| УКУПНО | 0                         | 0                             | 0                                    | 1                    | 1                             |